# Kabinett des Bundeskanzlers
Das Kabinett des Bundeskanzlers (KabBK) ist die engste Stabsstelle des Österreichischen Bundeskanzlers.

## Funktion und Organisation
Jedes Regierungsmitglied in Österreich, Staatschef und Vizekanzler ebenso wie Bundesminister, unterhält eine Stabsstelle, die Kabinett genannt wird (zu Cabinet‚ [Hinter-]Zimmer‘).
Das Kabinett am Bundeskanzleramt ist diejenige Abteilung, die die direkten Agenden des Bundeskanzlers betreut, zum einen als sein Privatsekretariat, und zum anderen Regierungsportefeuilles, die sich der Kanzler zur persönlichen Obhut ausbedungen hat, meist wegen ihrer staatspolitischen Relevanz (sofern nicht ein Kanzleramtsminister oder -staatssekretär damit betraut ist). Außerdem vertritt es den Bundeskanzler in diversen wichtigen Gremien.
Das Kabinett ist nicht in die behördliche Sektionsstruktur des Bundeskanzleramts eingebunden, sondern steht zur persönlichen Verwendung des Kanzlers selbst. Es umfasst im Allgemeinen um ein Dutzend vertrauter Mitarbeiter eines amtierenden Regierungschefs.

Der Kabinettschef, der selbst kein Regierungsmitglied ist, gehört mit zu den einflussreicheren Personen der österreichischen Innenpolitik. Weiterer wichtiger Posten des Kabinetts ist der Pressesprecher des Kanzleramts. Sonst bleibt es im österreichischen Politikgeschehen weitgehend im Hintergrund. Neben dem Kabinettschef, seinen Stellvertretern und den Pressesprechern sind dem Kabinett das Terminsekretariat des Kabinetts des Bundeskanzlers und das Sekretariat des Kabinetts des Bundeskanzlers angegliedert.

## Liste von Kabinettschefs
(Lückenhaft)
- Franz Karasek 1964–1966 unter Josef Klaus
- Alois Mock 1966–1969 unter Josef Klaus
- Peter Jankowitsch 1970–1973 unter Bruno Kreisky
- Alfred Reiter 1974–1979 unter Bruno Kreisky[5]
- Ferdinand Lacina 1980–1982 unter Bruno Kreisky
- Herbert Amry 1982–1983 unter Bruno Kreisky
- Hans Pusch 1983–1986 unter Fred Sinowatz
- Max Kothbauer 1986–1988 unter Franz Vranitzky
- Johann Sereinig 1988–1993 unter Franz Vranitzky
- Karl Krammer 1994–1996 unter Franz Vranitzky
- Harald Perl 1997–2000 unter Viktor Klima
- Ursula Plassnik 2000–2003 unter Wolfgang Schüssel
- Martin Falb 2004–2007 unter Wolfgang Schüssel
- Johannes Schnizer 2007–2008 unter Alfred Gusenbauer und Werner Faymann[6]
- Nicole Bayer 2009–2014 unter Werner Faymann[7][8][9][10]
- Susanne Schnopfhagen-Metzger 2014–2016 unter Werner Faymann[10][11]
- Maria Maltschnig von Mai bis Oktober 2016 unter Christian Kern[12][13]
- Christopher Berka 2016–2017 unter Christian Kern[14]
- Bernd Brünner 2017–2018 unter Sebastian Kurz[15]
- Bernhard Bonelli 2019 unter Sebastian Kurz[16]
- Thomas Oberreiter 2019 unter Brigitte Bierlein[17]
- Bernhard Bonelli 2020 unter Sebastian Kurz[18][19]
- Markus Gstöttner 2021 unter Karl Nehammer[20]
- Andreas Achatz seit 2022 unter Karl Nehammer[21]
- Michael Buchner seit 2025 unter Christian Stocker[22]